# Liparetrus kennedyi
Liparetrus kennedyi är en skalbaggsart som beskrevs av Macleay 1886. Liparetrus kennedyi ingår i släktet Liparetrus och familjen Melolonthidae. Inga underarter finns listade i Catalogue of Life.